# Наугольников, Борис Алексеевич
Борис Алексеевич Наугольников (15.08.1884 г. Новороссийск — ?) — российский военный лётчик, поручик Русской Императорской Армии, штабс-капитан Добровольческой армии, участник Первой мировой и Гражданской войны, кавалер ордена Св. Станислава 3-й степени и Святого Владимира 4-й степени с мечами и бантом.

## Биография
Родился 15 августа 1884 года в семье переселенцев в селе Кабардино под Новороссийском в Черноморской губернии. Получил домашнее образование. 
В 1910 году окончил Одесское военное училище. Во время учёбы награждён призовым знаком, как победитель соревнований по фехтованию на рапирах и эспадронах. 
Службу начал в 12-м гренадерском Астраханском полку, дислоцированном в Москве. По собственной инициативе обучался в Военно-Авиационной школе Московского Императорского Общества Воздухоплавания. 14.11.1912 года подпоручик Борис Наугольников, выполнив все требования, получил звание «Пилот-авиатор». Участвовал в нескольких знаковых для российской авиации перелётах. В частности, 21 апреля 1913 года совершал полёт Москва — Серпухов — Москва на самолётах «Форман — VII». 
Стал первым авиатором, приземлившим летательный аппарат в городе Подольске. Посадка была вынужденной и произошла на спортплощадке возле литейного цеха завода «Зингер». Самолёт получил повреждение правого амортизатора. Посмотреть на небывалое зрелище сбежалась большая толпа местных жителей. По счастью, среди них оказался фотограф — сегодня фотографии пилота Наугольникова и его Формана можно увидеть в Подольском краеведческом музее. Для ремонта из Москвы был отправлен автомобиль с техниками. Но ещё до их прибытия поломку устранили механики завода «Зингер» и Наугольников продолжил полёт в Серпухов. 
В сентябре 1913 года подпоручик Б. Наугольников был направлен на Теоретические авиационные курсы при Санкт-Петербургском политехническом институте. К концу обучения был произведён в поручики со старшинством с 06.08.1913 г. 
В 1914 году окончил Севастопольскую авиационную школу, получив звание «Военный лётчик». С 25.05.1914 года служил в 25-м корпусном воздухоплавательном отряде, где и встретил Первую мировую войну. 
С августа по сентябрь 1914 года принимал новые самолёты на заводе «Дукс» в Москве. Вернулся на фронт. Выполняя боевое задание, 17 ноября 1917 года получил контузию от разорвавшегося вблизи самолёта снаряда. За первые три месяца 1915 года лётчиком Наугольниковым было совершено 24 боевых вылета с общим налётом более 24 часов. Награждён орденом Святого Владимира 4-й степени с мечами и бантом. 
6 апреля 1915 года поручик А. Б. Наугольников с боевого задания не вернулся. Только 9 августа, благодаря записке, сброшенной немецким лётчиком над нашими позициями, стало известно, что самолёт Наугольникова разбит, сам он жив и находится в плену. 
Только в 1918 году Борису Алексеевичу Наугольникову удалось из плена бежать и вернуться на Родину. С марта 1919 года воевал в составе Добровольческой армии, занимался приёмкой английского авиационного оборудования. После разгрома Белого движения находился в Рязанском концлагере. 2 февраля 1921 года штабс-капитан Наугольников отправлен в Трудовую армию, работал во Всеобуче. 
В 1930-е годы жил на Первомайской улице в Москве, работал на автобазе Моспочтамта техником. Вновь был подвергнут репрессиям (дело № 25119). Сведений о дальнейшей судьбе нет.

## Награды
- Орден Святого Станислава 3-й степени (02.10.1914 г.)
- Орден Святого Владимира 4-й степени с мечами и бантом (19.06.1915 г.)